# بيت ملهي (السبرة)

تعديل مصدري - تعديل

بيت ملهي محلة تابعة لقرية جري جماعي، التابعة لعزلة بلادالجماعي بمديرية السبرة إحدى مديريات محافظة إب في الجمهورية اليمنية.، بلغ تعداد سكانها 21 حسب تعداد اليمن لعام 2004.